# Gouvernement Morrison II
Commonwealth d'Australie
Morrison I Albanese I
Le gouvernement Morrison II (en anglais : Second Morrison Ministry) est le gouvernement du commonwealth d'Australie entre le 26 mai 2019 et le 23 mai 2022, sous la 46e législature de la Chambre des représentants.
Il est dirigé par le libéral Scott Morrison, après la victoire de la Coalition à la majorité absolue lors des élections fédérales de 2019. 
Majoritaire à la Chambre des représentants, il est constitué à la fois du Parti libéral et du Parti national.
Son mandat est particulièrement marqué par une succession de remaniements ministériels et différentes polémiques, notamment l’inaction de l’exécutif contre le réchauffement climatique, la gestion des feux de brousse de 2019-2020 et le fait que le Premier ministre parte en vacances à Hawaï en pleine crise, ou encore la crise des sous-marins australiens, ce qui entache fortement la réputation de la Coalition. 
Il succède au premier gouvernement Morrison et cède le pouvoir au premier gouvernement du travailliste Anthony Albanese, après la victoire de ceux-ci aux élections fédérales de 2022.

## Historique du mandat
Ce gouvernement est dirigé par le Premier ministre sortant Scott Morrison, au pouvoir depuis août 2018. Il est constitué et soutenu par une coalition de centre droit entre le Parti libéral (Libs) et le Parti national (Nats), informellement surnommée « la Coalition ». Ensemble, ils disposent de 77 représentants sur 150, soit 51,4 % des sièges de la Chambre des représentants.
Il est formé à la suite des élections fédérales du 18 mai 2019.
Il succède donc au gouvernement Morrison I, constitué de la seule Coalition mais minoritaire au Parlement et dépendant du soutien d’élus indépendants .

### Formation
Alors que les élections fédérales anticipées de 2016 donnent la victoire à la Coalition avec un nombre de voix cependant réduit, Malcolm Turnbull, Premier ministre sortant, conserve le pouvoir et forme un second gouvernement. Il doit cependant faire face à une fronde interne au sein de son parti à partir d'août 2018, lancée par Peter Dutton, son ministre de l'Intérieur. Alors que son remplacement est de plus en plus envisagé depuis 2017 à la suite d'une baisse de popularité face aux travaillistes, Malcolm Turnbull finit par démissionner. Au terme du scrutin, c'est Scott Morrison, alors son ministre des Finances, qui l'emporte et forme le prochain gouvernement. 
Les élections suivantes sont ainsi convoquées normalement pour le 18 mai 2019, au cours desquelles la Coalition parvient à l'emporter sur le Parti travailliste (ALP) de Bill Shorten avec 77 sièges contre 68, un résultat inattendu étant donné la position de favoris qu'occupaient les travaillistes dans les sondages. 
La composition du nouvel exécutif est présentée une semaine plus tard et voit simplement la nomination de quatre nouveaux ministres et huit autres changent d’attribution .

### Évolution
Un nouveau remaniement survient le 22 décembre 2020, qui voit l’arrivée de Janet Hume et Zed Sesejla à l’exécutif, tandis que six ministres voient leurs attributions modifiées.
Le 30 mars 2021, le gouvernement est remanié une troisième fois, cependant, cette fois-ci personne ne quitte l’exécutif, seuls six ministres se voient confier de nouveaux ministères.
Le 2 juillet 2021, quatre ministres changent d’attribution et Bridget McKenzie rejoint l’exécutif, se voyant confier deux ministères.
Le 8 octobre de la même année, Ben Morton intègre le gouvernement et prend la charge des Services publics et Angus Taylor voit son portefeuille élargi avec l’ajout de l’Industrie à l’Énergie et la Réduction des émissions. Il s’agit du cinquième et dernier remaniement de l’exécutif.

### Crises et polémiques
En juin 2019, et jusqu’au 8 mars 2020, des feux de brousse se déclenchent, touchant principalement les États de Nouvelle-Galles du Sud et du Victoria, avant de sortir des forêts fin décembre, ce qui entraîne l’établissement de plusieurs états d’urgences. Il s’agit alors des pires incendies de végétation de l’histoire de l’Australie. Le Premier ministre sera pointé du doigt, à la fois pour son apathie et manque d’action contre le réchauffement climatique, ainsi que son départ en vacances à Hawaï alors que deux pompiers volontaires sont morts. Le bureau du Premier ministre n’avait pas d’ailleurs pas communiqué la date de son retour de voyage, pour « raisons de sécurité » . Plusieurs manifestations sont menées dans les grandes villes, dénonçant l’apathie du Premier ministre et l’ingérence des incendies, tout en réclamant la mise en place de plus de moyens de lutte contre le réchauffement climatique. Les manifestants réclament également la démission de Scott Morrison, avec le hashtag #SackScomo (virez Scott Morrison, son nom n’étant désormais réduit qu’à ce diminutif) .
La même année, le Premier ministre s’attribue en secret cinq postes ministériels (Santé, Finances, Ressources, Intérieur et Trésor public). La plupart des ministres eux-mêmes n’avaient d’ailleurs pas été informés que leurs portefeuilles ont été doublonné. Cela ne sera révélé qu’en 2022, après les élections fédérales .
En 2021, Scott Morrison laisse entendre qu'il songerait à viser une réduction à zéro des émissions nettes de carbone de l'Australie pour 2050, sous la pression du Royaume-Uni de Boris Johnson et des États-Unis de Joe Biden, pour agir contre le réchauffement climatique. La Coalition accueille cependant cette déclaration de façon négative : le Parti national limoge alors son propre chef, le vice Premier-ministre Michael McCormack. Scott Morrison annonce donc finalement ne pas fixer d’objectifs en matière de neutralité carbone, estimant sa politique en la matière déjà « suffisante » .
Le 15 septembre de la même année, l’Australie rejoint l’AUKUS, pacte de défense régionale qu’elle a signé avec le Royaume-Uni et les États-Unis, mettant ainsi brusquement fin aux contrats de partenariat signés avec la France, notamment en termes de défense sous-marine nucléaire. Le ministre français des Affaires étrangères alors en fonction, Jean-Yves Le Drian, considère cette rupture comme un coup dans le dos, tandis que le président de la République Emmanuel Macron accuse publiquement Morrison d’être un menteur . Les ambassadeurs français en Australie et aux États-Unis sont rappelés dans la foulée, décision sans précédent à l’égard de deux alliés français historiques, dans le contexte de cette rupture qui provoque un véritable tollé diplomatique .

### Succession
En 2022, année des prochaines élections fédérales, la Coalition souffre toujours de son impopularité après les successions de crises politiques et de scandales. Le 21 mai, date des élections, les travaillistes d’Anthony Albanese remportent la majorité absolue avec 77 sièges sur 151 et retrouvent donc le pouvoir, après neuf ans dans l’opposition. Outre la dégringolade de la Coalition, le scrutin est également un succès pour les Verts australiens et les Teal Independants. Scott Morrison reconnaît sa défaite avant même l’annonce des résultats officiels et félicite Albanese pour sa victoire . Il annonce dans la foulée sa démission de la direction du Parti libéral et est replacé par Peter Dutton, alors ministre de La Défense et des relations avec la Chambre des représentants.
Le mandat de Morrison s’achève officiellement le 23 mai, lorsque Anthony Albanese prête serment en tant que 31e Premier ministre.

## Composition

### Initiale (26 mai 2019)
- Par rapport au gouvernement Morrison I, les nouveaux ministres sont indiqués en gras, ceux ayant changé d'attributions le sont en italique.

| Fonction | Titulaire | Titulaire         | Titulaire                              | Parti    |
| --- | --------- | ----------------- | -------------------------------------- | -------- |
| Membres du cabinet |           |                   |                                        |          |
| Premier ministre |           | Scott Morrison    | Scott Morrison                         | Libs     |
| Vice-Premier ministre Ministre des Infrastructures, des Transports et du Développement régional                                       |           | Michael McCormack | Michael McCormack                      | Nats     |
| Ministre des Finances |           | Josh Frydenberg   | Josh Frydenberg                        | Libs     |
| Ministre de l'Agriculture |           | Bridget McKenzie  | Bridget McKenzie (jusqu'au 02/02/2020) | Nats     |
| Ministre de l'Agriculture |           | Michael McCormack | Michael McCormack a.i.                 | Nats     |
| Ministre du Budget et des Services publics Vice-président du Conseil exécutif Ministre des Relations avec le Sénat                    |           | Mathias Cormann   | Mathias Cormann                        | Libs     |
| Ministre du Commerce, du Tourisme et des Investissements                                                                              |           | Simon Birmingham  | Simon Birmingham                       | Libs     |
| Procureur général Ministre des Relations industrielles Ministre des Relations avec la Chambre                                         |           | Christian Porter  | Christian Porter                       | Libs     |
| Ministre des Affaires étrangères Ministre des Femmes                                                                                  |           | Marise Payne      | Marise Payne                           | Libs     |
| Ministre de l'Intérieur |           | Peter Dutton      | Peter Dutton                           | Nats/LNP |
| Ministre de la Défense |           | Linda Reynolds    | Linda Reynolds                         | Libs     |
| Ministre des Villes, des Infrastructures urbaines et de la Population                                                                 |           | Alan Tudge        | Alan Tudge                             | Libs     |
| Ministre de la Santé |           | Greg Hunt         | Greg Hunt                              | Libs     |
| Ministre des Communications, de la Cybersécurité et des Arts                                                                          |           | Paul Fletcher     | Paul Fletcher                          | Libs     |
| Ministre de l'Éducation |           | Dan Tehan         | Dan Tehan                              | Libs     |
| Ministre de l'Emploi, des Compétences et des Entreprises petites et familiales                                                        |           | Michaelia Cash    | Michaelia Cash                         | Libs     |
| Ministre de l'Industrie, de la Science et de la Technologie                                                                           |           | Karen Andrews     | Karen Andrews                          | Nats/LNP |
| Ministre des Ressources et de l'Australie du Nord                                                                                     |           | Matt Canavan      | Matt Canavan (jusqu'au 03/02/2020)     | Nats/LNP |
| Ministre des Ressources et de l'Australie du Nord                                                                                     |           | David Littleproud | David Littleproud a.i.                 | Nats/LNP |
| Ministre de l'Énergie et de la Réduction des émissions                                                                                |           | Angus Taylor      | Angus Taylor                           | Libs     |
| Ministre de l'Environnement |           | Sussan Ley        | Sussan Ley                             | Libs     |
| Ministre des Familles et des Services sociaux                                                                                         |           | Anne Ruston       | Anne Ruston                            | Libs     |
| Ministre des Affaires indigènes |           | Ken Wyatt         | Ken Wyatt                              | Libs     |
| Ministre des Ressources en eau, de la Sécheresse, de la Finance rurale, des Catastrophes naturelles et de la Gestion des catastrophes |           | David Littleproud | David Littleproud                      | Nats/LNP |
| Ministre des Personnes handicapées Ministre des Services gouvernementaux                                                              |           | Stuart Robert     | Stuart Robert                          | Nats/LNP |
| Autres ministres |           |                   |                                        |          |
| Ministre des Services régionaux, de la Décentralisation et des Collectivités locales                                                  |           | Mark Coulton      | Mark Coulton                           | Nats     |
| Ministre adjoint des Finances Ministre du Logement                                                                                    |           | Michael Sukkar    | Michael Sukkar                         | Libs     |
| Ministre du Développement international et de l'Océan Pacifique                                                                       |           | Alex Hawke        | Alex Hawke                             | Libs     |
| Ministre des Personnes âgées Ministre de la Jeunesse et des Sports                                                                    |           | Richard Colbeck   | Richard Colbeck                        | Libs     |
| Ministre de l'Immigration, de la Citoyenneté, des Services migratoires et des Affaires multiculturelles                               |           | David Coleman     | David Coleman (jusqu'au 13/12/2019     | Libs     |
| Ministre de l'Immigration, de la Citoyenneté, des Services migratoires et des Affaires multiculturelles                               |           | Alan Tudge        | Alan Tudge a.i.                        | Libs     |
| Ministre des Anciens combattants Ministre du Personnel de la défense                                                                  |           | Darren Chester    | Darren Chester                         | Nats     |
| Ministre de l'Industrie de la défense                                                                                                 |           | Melissa Price     | Melissa Price                          | Libs     |

### Remaniement du 6 février 2020
- Par rapport à la composition précédente, les nouveaux ministres sont indiqués en gras, ceux ayant changé d'attributions le sont en italique.

| Fonction | Titulaire | Titulaire                                              | Parti    |
| --- | --------- | ------------------------------------------------------ | -------- |
| Membres du cabinet |           |                                                        |          |
| Premier ministre |           | Scott Morrison                                         | Libs     |
| Vice-Premier ministre Ministre des Infrastructures, des Transports et du Développement régional                                                                                    |           | Michael McCormack                                      | Nats     |
| Ministre des Finances |           | Josh Frydenberg                                        | Libs     |
| Ministre de l'Agriculture, de la Sécheresse et de la Gestion des catastrophes |           | David Littleproud                                      | Nats/LNP |
| Ministre du Budget et des Services publics Vice-président du Conseil exécutif Ministre des Relations avec le Sénat                                                                 |           | Mathias Cormann (jusqu'au 30/10/2020) Simon Birmingham | Libs     |
| Ministre du Commerce, du Tourisme et des Investissements |           | Simon Birmingham                                       | Libs     |
| Procureur général Ministre des Relations industrielles Ministre des Relations avec la Chambre                                                                                      |           | Christian Porter                                       | Libs     |
| Ministre des Affaires étrangères Ministre des Femmes |           | Marise Payne                                           | Libs     |
| Ministre de l'Intérieur |           | Peter Dutton                                           | Nats/LNP |
| Ministre de la Défense |           | Linda Reynolds                                         | Libs     |
| Ministre des Villes, des Infrastructures urbaines et de la Population Ministre de l'Immigration, de la Citoyenneté, des Services migratoires et des Affaires multiculturelles a.i. |           | Alan Tudge                                             | Libs     |
| Ministre de la Santé |           | Greg Hunt                                              | Libs     |
| Ministre des Communications, de la Cybersécurité et des Arts |           | Paul Fletcher                                          | Libs     |
| Ministre de l'Éducation |           | Dan Tehan                                              | Libs     |
| Ministre de l'Emploi, des Compétences et des Entreprises petites et familiales |           | Michaelia Cash                                         | Libs     |
| Ministre de l'Industrie, de la Science et de la Technologie |           | Karen Andrews                                          | Nats/LNP |
| Ministre des Ressources, de l'Eau et de l'Australie du Nord |           | Keith Pitt                                             | Nats/LNP |
| Ministre de l'Énergie et de la Réduction des émissions |           | Angus Taylor                                           | Libs     |
| Ministre de l'Environnement |           | Sussan Ley                                             | Libs     |
| Ministre des Familles et des Services sociaux |           | Anne Ruston                                            | Libs     |
| Ministre des Affaires indigènes |           | Ken Wyatt                                              | Libs     |
| Ministre des Personnes handicapées Ministre des Services gouvernementaux |           | Stuart Robert                                          | Nats/LNP |
| Ministre des Anciens combattants Ministre du Personnel de la défense |           | Darren Chester                                         | Nats     |
| Autres ministres |           |                                                        |          |
| Ministre de la Santé régionale, des Communications régionales et des Collectivités locales                                                                                         |           | Mark Coulton                                           | Nats/LNP |
| Ministre adjoint des Finances Ministre du Logement |           | Michael Sukkar                                         | Libs     |
| Ministre du Développement international et de l'Océan Pacifique |           | Alex Hawke                                             | Libs     |
| Ministre des Personnes âgées Ministre de la Jeunesse et des Sports |           | Richard Colbeck                                        | Libs     |
| Ministre de l'Industrie de la défense |           | Melissa Price                                          | Libs     |
| Ministre de la Décentralisation et de l'Éducation régionale |           | Andrew Gee                                             | Nats     |

### Remaniement du 22 décembre 2020
- Par rapport à la composition précédente, les nouveaux ministres sont indiqués en gras, ceux ayant changé d'attributions le sont en italique.

| Fonction | Titulaire | Titulaire                                                  | Parti    |
| --- | --------- | ---------------------------------------------------------- | -------- |
| Membres du cabinet                                                                                                 |           |                                                            |          |
| Premier ministre                                                                                                   |           | Scott Morrison                                             | Libs     |
| Vice-Premier ministre Ministre des Infrastructures, des Transports et du Développement régional                    |           | Michael McCormack                                          | Nats     |
| Ministre des Finances                                                                                              |           | Josh Frydenberg                                            | Libs     |
| Ministre de l'Agriculture, de la Sécheresse et de la Gestion des catastrophes                                      |           | David Littleproud                                          | Nats/LNP |
| Ministre du Budget et des Services publics Vice-président du Conseil exécutif Ministre des Relations avec le Sénat |           | Simon Birmingham                                           | Libs     |
| Ministre du Commerce, du Tourisme et des Investissements                                                           |           | Dan Tehan                                                  | Libs     |
| Procureur général Ministre des Relations industrielles                                                             |           | Christian Porter (jusqu'au 04/03/2021) Michaelia Cash a.i. | Libs     |
| Ministre des Relations avec la Chambre                                                                             |           | Christian Porter (jusqu'au 04/03/2021) Peter Dutton a.i.   | Libs     |
| Ministre des Affaires étrangères Ministre des Femmes                                                               |           | Marise Payne                                               | Libs     |
| Ministre de l'Intérieur                                                                                            |           | Peter Dutton                                               | Nats/LNP |
| Ministre de la Défense                                                                                             |           | Linda Reynolds (jusqu'au 24/02/2021) Marise Payne a.i.     | Libs     |
| Ministre de la Santé et des Soins aux personnes âgées                                                              |           | Greg Hunt                                                  | Libs     |
| Ministre des Communications, des Infrastructures urbaines, des Villes et des Arts                                  |           | Paul Fletcher                                              | Libs     |
| Ministre de l'Éducation et de la Jeunesse                                                                          |           | Alan Tudge                                                 | Libs     |
| Ministre de l'Emploi, des Compétences et des Entreprises petites et familiales                                     |           | Michaelia Cash                                             | Libs     |
| Ministre de l'Industrie, de la Science et de la Technologie                                                        |           | Karen Andrews                                              | Nats/LNP |
| Ministre des Ressources, de l'Eau et de l'Australie du Nord                                                        |           | Keith Pitt                                                 | Nats/LNP |
| Ministre de l'Énergie et de la Réduction des émissions                                                             |           | Angus Taylor                                               | Libs     |
| Ministre de l'Environnement                                                                                        |           | Sussan Ley                                                 | Libs     |
| Ministre des Familles et des Services sociaux                                                                      |           | Anne Ruston                                                | Libs     |
| Ministre des Affaires indigènes                                                                                    |           | Ken Wyatt                                                  | Libs     |
| Ministre des Personnes handicapées Ministre des Services gouvernementaux                                           |           | Stuart Robert                                              | Nats/LNP |
| Ministre des Anciens combattants Ministre du Personnel de la défense                                               |           | Darren Chester                                             | Nats     |
| Autres ministres                                                                                                   |           |                                                            |          |
| Ministre de la Santé régionale, des Communications régionales et des Collectivités locales                         |           | Mark Coulton                                               | Nats/LNP |
| Ministre adjoint des Finances Ministre du Logement Ministre des Sans-abris et du Logement social                   |           | Michael Sukkar                                             | Libs     |
| Ministre des Cotisations retraite, des Services finances et de l'Économie numérique                                |           | Jane Hume                                                  | Libs     |
| Ministre du Développement international et de l'Océan Pacifique                                                    |           | Zed Seselja                                                | Libs     |
| Ministre des Personnes âgées et des Services aux aînés Ministre des Sports                                         |           | Richard Colbeck                                            | Libs     |
| Ministre de l'Immigration, de la Citoyenneté, des Services migratoires et des Affaires multiculturelles            |           | Alex Hawke                                                 | Libs     |
| Ministre de l'Industrie de la défense                                                                              |           | Melissa Price                                              | Libs     |
| Ministre de la Décentralisation et de l'Éducation régionale                                                        |           | Andrew Gee                                                 | Nats     |

### Remaniement du 30 mars 2021
- Par rapport à la composition précédente, les nouveaux ministres sont indiqués en gras, ceux ayant changé d'attributions le sont en italique.

| Fonction | Titulaire | Titulaire                                             | Parti    |
| --- | --------- | ----------------------------------------------------- | -------- |
| Membres du cabinet |           |                                                       |          |
| Premier ministre |           | Scott Morrison                                        | Libs     |
| Vice-Premier ministre Ministre des Infrastructures, des Transports et du Développement régional                                   |           | Michael McCormack (jusqu'au 22/06/2021) Barnaby Joyce | Nats     |
| Ministre des Finances |           | Josh Frydenberg                                       | Libs     |
| Ministre de l'Agriculture, de la Sécheresse et de la Gestion des catastrophes                                                     |           | David Littleproud                                     | Nats/LNP |
| Ministre du Budget et des Services publics Vice-président du Conseil exécutif Ministre des Relations avec le Sénat                |           | Simon Birmingham                                      | Libs     |
| Ministre du Commerce, du Tourisme et des Investissements                                                                          |           | Dan Tehan                                             | Libs     |
| Procureur général Ministre des Relations industrielles                                                                            |           | Michaelia Cash                                        | Libs     |
| Ministre des Affaires étrangères Ministre des Femmes                                                                              |           | Marise Payne                                          | Libs     |
| Ministre de l'Intérieur |           | Karen Andrews                                         | Nats/LNP |
| Ministre de la Défense Ministre des Relations avec la Chambre                                                                     |           | Peter Dutton                                          | Nats/LNP |
| Ministre de la Santé et des Soins aux personnes âgées                                                                             |           | Greg Hunt                                             | Libs     |
| Ministre des Communications, des Infrastructures urbaines, des Villes et des Arts                                                 |           | Paul Fletcher                                         | Libs     |
| Ministre de l'Éducation et de la Jeunesse                                                                                         |           | Alan Tudge                                            | Libs     |
| Ministre de l'Emploi, de la Force de travail, des Compétences et des Entreprises petites et familiales                            |           | Stuart Robert                                         | Nats/LNP |
| Ministre de l'Industrie, de la Science et de la Technologie                                                                       |           | Christian Porter                                      | Nats     |
| Ministre des Ressources, de l'Eau et de l'Australie du Nord                                                                       |           | Keith Pitt                                            | Nats/LNP |
| Ministre de l'Énergie et de la Réduction des émissions                                                                            |           | Angus Taylor                                          | Libs     |
| Ministre de l'Environnement |           | Sussan Ley                                            | Libs     |
| Ministre des Familles et des Services sociaux Ministre de la Sécurité des femmes                                                  |           | Anne Ruston                                           | Libs     |
| Ministre des Affaires indigènes                                                                                                   |           | Ken Wyatt                                             | Libs     |
| Ministre des Personnes handicapées Ministre des Services gouvernementaux                                                          |           | Linda Reynolds                                        | Nats     |
| Ministre des Anciens combattants Ministre du Personnel de la défense                                                              |           | Darren Chester                                        | Nats     |
| Ministre de l'Industrie de la défense                                                                                             |           | Melissa Price                                         | Libs     |
| Autres ministres |           |                                                       |          |
| Ministre de la Santé régionale, des Communications régionales et des Collectivités locales                                        |           | Mark Coulton                                          | Nats/LNP |
| Ministre adjoint des Finances Ministre du Logement Ministre des Sans-abris et du Logement social                                  |           | Michael Sukkar                                        | Libs     |
| Ministre des Cotisations retraite, des Services finances et de l'Économie numérique Ministre de la Sécurité économique des femmes |           | Jane Hume                                             | Libs     |
| Ministre du Développement international et de l'Océan Pacifique                                                                   |           | Zed Seselja                                           | Libs     |
| Ministre des Personnes âgées et des Services aux aînés Ministre des Sports                                                        |           | Richard Colbeck                                       | Libs     |
| Ministre de l'Immigration, de la Citoyenneté, des Services migratoires et des Affaires multiculturelles                           |           | Alex Hawke                                            | Libs     |
| Ministre de la Décentralisation et de l'Éducation régionale                                                                       |           | Andrew Gee                                            | Nats     |

### Remaniement du 2 juillet 2021
- Par rapport à la composition précédente, les nouveaux ministres sont indiqués en gras, ceux ayant changé d'attributions le sont en italique.

| Fonction | Titulaire | Titulaire                                                | Parti    |
| --- | --------- | -------------------------------------------------------- | -------- |
| Membres du cabinet |           |                                                          |          |
| Premier ministre |           | Scott Morrison                                           | Libs     |
| Vice-Premier ministre Ministre des Infrastructures, des Transports et du Développement régional                                                                      |           | Barnaby Joyce                                            | Nats     |
| Ministre des Finances |           | Josh Frydenberg                                          | Libs     |
| Ministre de l'Agriculture et de l'Australie du Nord |           | David Littleproud                                        | Nats/LNP |
| Ministre du Budget et des Services publics Vice-président du Conseil exécutif Ministre des Relations avec le Sénat                                                   |           | Simon Birmingham                                         | Libs     |
| Ministre du Commerce, du Tourisme et des Investissements |           | Dan Tehan                                                | Libs     |
| Procureur général Ministre des Relations industrielles |           | Michaelia Cash                                           | Libs     |
| Ministre des Affaires étrangères Ministre des Femmes |           | Marise Payne                                             | Libs     |
| Ministre de l'Intérieur |           | Karen Andrews                                            | Nats/LNP |
| Ministre de la Défense Ministre des Relations avec la Chambre |           | Peter Dutton                                             | Libs/LNP |
| Ministre de la Santé et des Soins aux personnes âgées |           | Greg Hunt                                                | Libs     |
| Ministre des Communications, des Infrastructures urbaines, des Villes et des Arts                                                                                    |           | Paul Fletcher                                            | Libs     |
| Ministre de l'Éducation et de la Jeunesse |           | Alan Tudge                                               | Libs     |
| Ministre de l'Emploi, de la Force de travail, des Compétences et des Entreprises petites et familiales                                                               |           | Stuart Robert                                            | Libs/LNP |
| Ministre de l'Industrie, de la Science et de la Technologie |           | Christian Porter (jusqu'au 19/09/2021) Angus Taylor a.i. | Nats     |
| Ministre de la Gestion des catastrophes, de la Relance et de la Résilience Ministre de la Régionalisation, des Communications régionales et de l'Éducation régionale |           | Bridget McKenzie                                         | Nats     |
| Ministre de l'Énergie et de la Réduction des émissions |           | Angus Taylor                                             | Libs     |
| Ministre de l'Environnement |           | Sussan Ley                                               | Libs     |
| Ministre des Familles et des Services sociaux Ministre de la Sécurité des femmes                                                                                     |           | Anne Ruston                                              | Libs     |
| Ministre des Affaires indigènes |           | Ken Wyatt                                                | Libs     |
| Ministre des Personnes handicapées Ministre des Services gouvernementaux                                                                                             |           | Linda Reynolds                                           | Nats     |
| Ministre des Anciens combattants Ministre du Personnel de la défense                                                                                                 |           | Andrew Gee                                               | Nats     |
| Ministre de l'Industrie de la défense |           | Melissa Price                                            | Libs     |
| Autres ministres |           |                                                          |          |
| Ministre de la Santé régionale |           | David Gillespie                                          | Nats     |
| Ministre des Ressources et de l'Eau |           | Keith Pitt                                               | Nats/LNP |
| Ministre adjoint des Finances Ministre du Logement Ministre des Sans-abris et du Logement social                                                                     |           | Michael Sukkar                                           | Libs     |
| Ministre des Cotisations retraite, des Services finances et de l'Économie numérique Ministre de la Sécurité économique des femmes                                    |           | Jane Hume                                                | Libs     |
| Ministre du Développement international et de l'Océan Pacifique |           | Zed Seselja                                              | Libs     |
| Ministre des Personnes âgées et des Services aux aînés Ministre des Sports                                                                                           |           | Richard Colbeck                                          | Libs     |
| Ministre de l'Immigration, de la Citoyenneté, des Services migratoires et des Affaires multiculturelles                                                              |           | Alex Hawke                                               | Libs     |

### Remaniement du 8 octobre 2021
- Par rapport à la composition précédente, les nouveaux ministres sont indiqués en gras, ceux ayant changé d'attributions le sont en italique.

| Fonction | Titulaire | Titulaire         | Parti    |
| --- | --------- | ----------------- | -------- |
| Membres du cabinet |           |                   |          |
| Premier ministre |           | Scott Morrison    | Libs     |
| Vice-Premier ministre Ministre des Infrastructures, des Transports et du Développement régional                                                                      |           | Barnaby Joyce     | Nats     |
| Ministre des Finances |           | Josh Frydenberg   | Libs     |
| Ministre de l'Agriculture et de l'Australie du Nord |           | David Littleproud | Nats/LNP |
| Ministre du Budget et des Services publics Vice-président du Conseil exécutif Ministre des Relations avec le Sénat                                                   |           | Simon Birmingham  | Libs     |
| Ministre du Commerce, du Tourisme et des Investissements |           | Dan Tehan         | Libs     |
| Procureur général Ministre des Relations industrielles |           | Michaelia Cash    | Libs     |
| Ministre des Affaires étrangères Ministre des Femmes |           | Marise Payne      | Libs     |
| Ministre de l'Intérieur |           | Karen Andrews     | Nats/LNP |
| Ministre de la Défense Ministre des Relations avec la Chambre |           | Peter Dutton      | Libs/LNP |
| Ministre de la Santé et des Soins aux personnes âgées |           | Greg Hunt         | Libs     |
| Ministre des Communications, des Infrastructures urbaines, des Villes et des Arts                                                                                    |           | Paul Fletcher     | Libs     |
| Ministre de l'Éducation et de la Jeunesse |           | Alan Tudge        | Libs     |
| Ministre de l'Emploi, de la Force de travail, des Compétences et des Entreprises petites et familiales                                                               |           | Stuart Robert     | Libs/LNP |
| Ministre de la Gestion des catastrophes, de la Relance et de la Résilience Ministre de la Régionalisation, des Communications régionales et de l'Éducation régionale |           | Bridget McKenzie  | Nats     |
| Ministre de l'Industrie, de l'Énergie et de la Réduction des émissions                                                                                               |           | Angus Taylor      | Libs     |
| Ministre de l'Environnement |           | Sussan Ley        | Libs     |
| Ministre des Familles et des Services sociaux Ministre de la Sécurité des femmes                                                                                     |           | Anne Ruston       | Libs     |
| Ministre des Affaires indigènes |           | Ken Wyatt         | Libs     |
| Ministre des Personnes handicapées Ministre des Services gouvernementaux                                                                                             |           | Linda Reynolds    | Nats     |
| Ministre des Anciens combattants Ministre du Personnel de la défense                                                                                                 |           | Andrew Gee        | Nats     |
| Ministre de l'Industrie de la défense Ministre de la Science et de la Technologie                                                                                    |           | Melissa Price     | Libs     |
| Ministre de l'Immigration, de la Citoyenneté, des Services migratoires et des Affaires multiculturelles                                                              |           | Alex Hawke        | Libs     |
| Autres ministres |           |                   |          |
| Ministre d'État spécial Ministre des Services publics |           | Ben Morton        | Libs     |
| Ministre de la Santé régionale |           | David Gillespie   | Nats     |
| Ministre des Ressources et de l'Eau |           | Keith Pitt        | Nats/LNP |
| Ministre adjoint des Finances Ministre du Logement Ministre des Sans-abris et du Logement social                                                                     |           | Michael Sukkar    | Libs     |
| Ministre des Cotisations retraite, des Services finances et de l'Économie numérique Ministre de la Sécurité économique des femmes                                    |           | Jane Hume         | Libs     |
| Ministre du Développement international et de l'Océan Pacifique |           | Zed Seselja       | Libs     |
| Ministre des Personnes âgées et des Services aux aînés Ministre des Sports                                                                                           |           | Richard Colbeck   | Libs     |